# Stiriodes obtusula
Stiriodes obtusula är en fjärilsart som beskrevs av Philipp Christoph Zeller 1873. Stiriodes obtusula ingår i släktet Stiriodes och familjen nattflyn. Inga underarter finns listade i Catalogue of Life.